# Конституція Мальти
Конституція Мальти (мальт. Kostituzzjoni ta' Malta) — нині чинний основний закон Мальти. Прийнята 1964 року. Конституція прийнята у зв'язку з проголошенням Мальти незалежною державою у складі Британської Співдружності.

## Історія
Проект даного документа розроблявся в ході переговорів між Мальтою і Великою Британією. У травні 1964 Конституція була прийнята на референдумі. У тому ж році була схвалена урядом Великої Британії. Набула чинності 21 вересня 1964.

## Структура
Конституція Мальти складається з 11 глав і 4 додатків.
Положення першого розділу дають уявлення про Мальті, як про державу. Друга глава закріплює ряд державних принципів. Третя глава регулює питання, пов'язані з громадянством. Четверта глава проголошує основні права і свободи громадян. Норми, закріплені в п'ятій і шостій главах присвячені президенту і парламенту, сьома і восьма глави — органам виконавчої та судової влади. Дев'ята глава оповідає про державні фінанси. Десята глава регулює питання, пов'язані з державною службою. У одинадцятому розділі прописані моменти, які не ввійшли в попередні глави.

## Зміст
Згідно з конституцією, Мальта проголошується нейтральною державою, яка активно прагне до миру. Мальта дотримується політики неприєднання і відмовляється брати участі в будь-яких військових союзах. Крім того, положення конституції забороняють розміщення на території країни іноземних військових баз та їх особистого складу. Верфі можуть бути використані тільки для ремонту військових кораблів «в розумних межах за часом і кількістю» і повністю закриті для військових суден «двох наддержав» (конкретної вказівки держав немає). Також в конституції згадується про Георгіївському хресті, яким британський король Георг VI нагородив Мальту за героїзм у боротьбі з нацизмом.
Виходячи з конституції, главою держави є президент. Він обирається парламентом на п'ятирічний термін. Крім прем'єр-міністра та інших членів уряду, президент призначає голову Верховного суду, суддів і генерального прокурора. Президент може бути усунений з посади, якщо він не справляється зі своїми функціями або за негідну поведінку.
Функції парламенту здійснює Палата представників. Вона складається з 65 депутатів, які ізбіраеются прямим загальним голосуванням за пропорційною виборчою системою строком на 5 років. Громадяни мають виборчим правом з 18 років. У конституції не прописаний коло питань, по яких палата може приймати законодавчі акти. Однак, в ній закріплено, що парламент повинен видавати закони з метою підтримки «миру, порядку і доброго правління Мальтою». У конституції закріплено єдина вимога, яка пред'являється до законотворчої діяльності парламенту — обов'язкове відповідність законів конституції країни.
Виконавча влада здійснюється урядом. Президент призначає прем'єр-міністром лідера партії парламентської більшості. За рекомендацією прем'єр-міністра президентом призначаються інші міністри. Уряд несе відповідальність перед парламентом.
Органом конституційного контролю є конституційний суд. У систему судів загальної юрисдикції входять Апеляційний суд, Кримінальний апеляційний суд, а також Цивільний, Комерційний та Кримінальний суди. Крім того, в країні діють магістерські суди. Вони складаються з мирових суддів. Дані суди розглядають справи по малозначних провинам і цивільних спорів. Також в країні існують трибунали з адміністративних і трудових спорах.

## Поправки
Поправки приймаються парламентом простою більшістю або 2/3 голосів. У деяких випадках передбачено додаткове схвалення на референдумі. Найзначніша поправка була прийнята в 1974 році. Згідно з нею країна була перетворена з конституційної монархії (раніше главою держави була на королева Великої Британії) в президентську республіку.
Після внесення поправок 1988 році було розширено повноваження президента. Було передбачено створення органу з представників усіх партій під головуванням Президента, у віданні якого знаходяться такі важливі питання, як оборона країни, міжнародні відносини та інші.
Усього Конституція Мальти змінювалася 24 рази. Останні зміни були внесені 2007 року. Згідно з ними на Мальті була запроваджена посада уповноваженого з прав людини.